# Ding-a-dong
«Ding-a-dong» (originalmente en neerlandés: Ding dinge dong) es una canción interpretada por la banda Teach-In que ganó el Festival de la Canción de Eurovisión 1975 representando a los Países Bajos. La música está compuesta por Dick Bakker y la letra es de Will Luikinga y Eddy Ouwens.

## Historia
"Ding-a-dong" se caracteriza por ser una de las canciones ganadoras de Eurovisión con título y estribillo onomatopéyico, como "La, la, la" de Massiel en 1968 y "Boom Bang-a-Bang" de Lulu en 1969, o posteriormente "Diggi-Loo Diggi-Ley" de los Herreys en 1984. "Ding-a-dong" fue la canción interpretada en primer lugar en Eurovisión 1975. La canción fue la primera ganadora bajo el sistema de puntuación de 1-8, 10 y 12 puntos que se convirtió en habitual. Al final de la votación, había recibido 152 puntos, acabando primera de diecinueve participantes. Fue también la primera vez en la historia del festival que la canción interpretada en primer lugar ganó el festival, situación que se repetiría en 1976 y 1984.
La canción, interpretada íntegramente en inglés, está dedicada al pensamiento positivo. La canción (tan solo la segunda que ganó cantando en un idioma no nativo tras ABBA el año anterior) llama a cantar una canción que haga "ding ding-a-dong" cuando uno se siente infeliz. 
La canción, ya elegida para representar a los Países Bajos, había sido interpretada en la final nacional neerlandesa donde Teach-In ganó la oportunidad de defenderla ante otros dos artistas: Albert West y Debbie.